# Веребково
Веребково — деревня в Печорском районе Псковской области России. Входит в состав сельского поселения «Паниковская волость».
Расположена на западе района у границы с Эстонией, в 7 км к юго-западу от города Печоры и в 7 км к северо-западу от волостного центра, деревни Паниковичи. Западнее находится приграничная деревня Лазарево.

## Население
Численность населения деревни Веребково составляет 57 жителей (2000 год).
| 2001 | 2002 | 2010 |
| ---- | ---- | ---- |
| 57   | ↘41  | ↘32  |